# Ondřej Steiner
Ondřej Steiner ze Steinerů (ur. 1748, zm. 4 lipca 1810 w Pradze) – czeski prawnik i polityk, burmistrz Pragi w latach 1788–1799 i 1804–1810.

## Życiorys
Uzyskał wykształcenie prawnicze. Pracował jako audytor w wojsku cesarskim, posiadał stopień rotmistrza. W 1788 roku został wybrany na burmistrza Pragi. Podczas jego kadencji otwarto szpital położniczy w kościele św. Apolinarego oraz przytułek w klasztorze augustiańskim. W 1791 roku otwarto w Pradze szpital miejski. Brał udział w koronacji Leopolda II i jego następcy, Franciszka II na króla Czech.
W 1799 roku przeszedł na emeryturę. W 1804 roku został ponownie mianowany burmistrzem, zmarł w trakcie pełnienia kadencji, 4 lipca 1810 roku.
W 1808 roku został odznaczony Orderem Leopolda, w 1809 roku nadano mu tytuł szlachecki.